# Zagorica pri Čatežu
Zagorica pri Čatežu este o localitate din comuna Trebnje, Slovenia, cu o populație de 36 de locuitori.